# Карта, Марко
Ма́рко Ка́рта (итал. Marco Carta; род. 21 мая 1985 года, Кальяри, Италия) — итальянский певец. Победитель седьмого сезона телевизионного шоу «Amici di Maria De Filippi» и обладатель главной премии на ежегодном музыкальном фестивале песни в Сан-Ремо с композицией «La forza mia» в 2009 году.

## Биография

### Ранние годы
Марко родился в 1985 году в городе Кальяри на юге Сардинии. После смерти обоих родителей Марко воспитывался своими дядей и тётей. До начала своей песенной карьеры Марко работал парикмахером в своем родном городе Кальяри.

### Amici и первые диски
В 2008 году Марко с 75% голосов зрительского голосования стал победителем седьмого сезона телевизионного музыкального конкурса Amici di Maria De Filippi, он получает приз 300 000 евро и подписывает контракт с лейблом Warner Music Italy.
Позже выходит первый сингл певца Ti rincontrerò, вошедший в одноимённый альбом выпущен 13 июня 2008 года. Альбом поднимается до 3-й строчки итальянского чарта альбомов и достигает платиновый диск за 60 000 проданных копий. Летом 2008 года начинается промотур альбома.
3 октября выходит In concerto, первый концертный альбом певца, который добирается до 10-й строчки итальянского чарта альбомов. 1 декабря того же года, во время второй международной премии What's Up Giovani Talenti, был вручён приз как лучшему молодому таланту. Принимает участие в мультфильме Impy superstar - Missione luna park как актёр озвучивания и исполнитель кавер-версии песни That’s the Way (I Like It).

### Победа на Фестивале Сан-Ремо
21 февраля 2009 года побеждает, с 57,62% голосов зрительского голосования, на 59-м Фестивале Сан-Ремо в категории "Артисты" с песней La forza mia написанной Паоло Карта. 20 февраля выходит в свет третий альбом певца, La forza mia, который поднялся до 2-й строки итальянского чарта альбомов и достигает платиновый диск за 60 000 проданных копий.
В апреле 2009 года выходит сингл Dentro ad ogni brivido. 16 мая Марко побеждает в номинации "Man of the year" и "Best #1 of the year" на TRL Awards в Триесте. 30 апреля начинается Marco Carta tour 2009.
В тот же год Марко выигрывает два Wind Music Awards за платиновые диски достигнутые с альбомами Ti rincontrerò и La forza mia (а также специальный приз от RTL 102.5), премию Sirmione Catullo как прорыв года и побеждает в номинации "Мужской артист года" на Venice Music Awards. 16 сентября заканчивет, после 5 месяцев, летний тур и 26 сентября Dentro ad ogni brivido была проголосована как наиболее представительной песней лета 2009 года на Coca Cola live @ MTV - The summer song.
2 октября входит в радиоротацию сингл Resto dell'idea, третий по порядку выпущенный с альбома La forza mia. 17 декабря 2009 года состоится релиз на dada.it, кавер-версии на песню Imagine Джона Леннона.

### Il cuore muove
7 мая 2010 года выходит сингл Quello che dai, которую ему написал английский певец Джеймс Моррисон, а 25 мая выходит четвёртый альбом Il cuore muove.
С альбома, который добрался до 2-й позиции итальянского чарта альбомов, был выпущен сингл Niente più di me.
В 2011 году певец побеждает в номинации "Best talent show artist" на TRL Awards в Флоренции. В мае 2011 года, альбом был сертифицирован золотым за 30.000 проданных копий.
19 ноября 2011 года, Марко Карта возвращается в школу "Amici" для записи своего нового диска, вместе со своим менеджером.

### Necessità lunatica и возвращение на Amici
23 марта 2012 года был опубликован сингл Mi hai guardato per caso, вошедший в пятый альбом певца Necessità lunatica, который был записан в студии звукозаписи школы "Amici". Каждую субботу с 31 марта 2012 года, Марко присутствует на шоу Марии Де Филиппи Amici, куда он вернулся участвовать вместе с другими коллегами победителями программы. Выиграл в тот же самый день Kids' Choice Awards. В итоге, на шоу Amici занимает третье место после Алессандры Аморозо и Эммы Марроне.
Летом 2012 впервые выпускает испанскую песню Casualmente miraste, песня является испанской версией песни Mi hai guardato per caso. Также на песню вышел видеоклип.

## Дискография

### Альбомы
| Год  | Название           | Италия | Сертификация |
| ---- | ------------------ | ------ | ------------ |
| 2008 | Ti rincontrerò     | 3      | Платиновый   |
| 2008 | In concerto        | 10     | Золотой      |
| 2009 | La forza mia       | 2      | Платиновый   |
| 2010 | Il cuore muove     | 2      | Золотой      |
| 2012 | Necessità lunatica | 2      | —            |

### Синглы
| 2008                                             | Per sempre                                     | —  | Ti rincontrerò     |
| 2008                                             | Ti rincontrerò                                 | 11 | Ti rincontrerò     |
| 2009                                             | Anima di nuvola                                | —  | Ti rincontrerò     |
| 2009                                             | Un grande libro nuovo                          | —  | Ti rincontrerò     |
| 2009                                             | La forza mia                                   | 2  | La forza mia       |
| 2009                                             | Dentro ad ogni brivido                         | 7  | La forza mia       |
| 2009                                             | Resto dell'idea                                | 6  | La forza mia       |
| 2009                                             | Imagine                                        | 13 |                    |
| 2010                                             | Quello che dai                                 | 1  | Il cuore muove     |
| 2010                                             | Niente più di me                               | —  | Il cuore muove     |
| 2012                                             | Mi hai guardato per caso / Casualmente miraste | 6  | Necessità lunatica |
| 2012                                             | Necessità lunatica                             | 4  | Necessità lunatica |
| Символ «—» означает, что сингл не попал в чарты. |                                                |    |                    |

## Награды и премии

### 2008
- Победитель седьмого сезона телевизионного шоу Amici di Maria De Filippi.
- Был удостоен второй международной премии What's Up Giovani Talenti как лучший молодой талант.

### 2009
- Первое место на ежегодном телевизионном музыкальном фестивале песни в Сан-Ремо.
- Платиновый диск "Ti rincontrerò" и "La forza mia", а также специальный приз от RTL 102.5 на Wind Music Awards.
- Победа в номинации "Man of the year" на TRL Awards в Триесте.
- Победа в номинации "Best #1 of the year" с видео "La forza mia" на TRL Awards в Триесте.
- Победа в номинации "Rivelazione dell'anno (Прорыв года)" на премии Sirmione Catullo.
- Победа в номинации "Artista maschile dell'anno (Мужской артист года)" на Venice Music Awards.
- Первое место на Coca Cola live @ MTV - The summer song с песней "Dentro ad ogni brivido".

### 2010
- Победа в номинации "Miglior voce maschile (Лучший мужской голос)" на Venice Music Awards.

### 2011
- Победа в номинации "Best talent show artist" на TRL Awards во Флоренции.
- Золотой диск "Il cuore muove" на Wind Music Awards.

### 2012
- Победа в номинации "Miglior cantante italiano (Лучший итальянский певец)" на Kids’ Choice Awards в Лос-Анджелесе.